# Ireneusz Plater-Zyberk
Ireneusz Plater-Zyberk herbu Plater-Zyberk (ur. w 1896 lub 1897 w majątku Wabol (obecna Łotwa), zm. w 1946 w Austrii lub Szwajcarii) – polski hrabia, literat, scenarzysta, reżyser i aktor filmowy.

## Życiorys
Od urodzenia pozbawiony był rąk. Dzięki wysiłkowi matki – Jadwigi Marii z Chrapowickich – ukończył eksternistycznie gimnazjum w Warszawie. Był człowiekiem wielu talentów, a także bawidamkiem i lekkoduchem, a bogate życie towarzyskie finansował z rodzinnych pieniędzy. W latach 20. XX wieku związał się z aktorką Irmą (Ireną) Radko (związek ów był postrzegany jako mezalians).
Działał jako literat, zaangażował się również w przemysł filmowy m.in. jako scenarzysta, reżyser oraz aktor (występował pod pseudonimem Neri Prattl). Tworzył filmy fabularne oraz dokumentalne. Był również inicjatorem zmian w prawodawstwie dotyczącym produkcji filmowej. W latach 1933–1939 pełnił funkcję wiceprezesa Związku Producentów Filmów Krótkometrażowych w Warszawie.
W końcowych latach II wojny światowej wyjechał do Austrii lub Szwajcarii, gdzie zmarł (wg niektórych źródeł miejscem jego śmierci było Feldkirch).

### Rodzina
Był prawnukiem Michała Plater-Zyberka (1777–1862) – wicegubernatora cywilnego wileńskiego. Jego braćmi byli: Ignacy Emil (1893–1973), porucznik kawalerii, odznaczony Krzyżem Walecznych (dwukrotnie) – dziadek Róży Thun oraz Henryk Marian Plater-Zyberk (1894–1920) – porucznik kawalerii, kawaler Orderu Virtuti Militari, poległy w bitwie pod Wołodarką. Obaj bracia walczyli w szeregach 1 Pułku Ułanów Krechowieckich.
W 1940 roku zawarł związek małżeński z Janiną Kozieradzką – kustoszem muzeum na Wawelu. Z tego małżeństwa w 1940 lub 1944 roku urodził się syn Jacek Leon.

## Filmografia
- Martwy węzeł (1927) – scenariusz, obsada aktorska (sekretarz)
- Milionowy spadkobierca (1928) – scenariusz
- Igraszki pieniądza (1930) – scenariusz, reżyseria
- ABC miłości (1935) – pomysł filmu (autor opowiadania, będącego pierwowzorem scenariusza)

## Twórczość literacka
- Kobiety i żony czyli tajemniczy Andrzej (ok. 1926)
- Tajemnica stanu (1927)
- Życie bez rąk (1931)